# 那須ブラーゼン
那須ブラーゼン（なすブラーゼン、Nasu Blasen）は、栃木県那須塩原市を本拠地とする栃木県北部の観光地那須地域を拠点とした自転車ロードレースのプロチームである。競技チームはUCIコンチネンタルチーム(アジア)に属し、ジャパンサイクルリーグに属していた。
「ブラーゼン」はドイツ語で「風が吹く」を意味し、「那須地域にサイクルスポーツの風を吹き込みたい」との願いを込めて命名された。
2023年シーズンより、レース活動についてはさいたまディレーブと統合した·さいたま那須サンブレイブにて行うと公表。双方の運営会社は統合せず、自転車安全教室などの地域貢献活動では、引き続き那須ブラーゼンとして従来のジャージ着用となる。
しかし、運営会社であるNASPOはコロナ禍以降のスポンサー収入減少のため資金繰りが悪化し、サンブレイブの共同運営も2024年2月末を以て解除となり、3月4日付で事業停止し破産手続きに入ったと報じられた。サンブレイブはチーム名をさいたま佐渡サンブレイブに改称。
那須地域の自転車文化の引き継ぎ役として、那須ブラーゼン設立時の代表であった前田幸雄が那須ブラーゼンおよびNASPOとは組織的には無関係な任意団体としてブラーゼンサイクリング倶楽部を3月2日付で発足させ、3月24日の真岡芳賀ロードレースよりJエリートツアーに参戦すると3月17日に記者会見し公表（同日時点でNASPOおよび那須ブラーゼンから事業停止の正式なリリースはない）。選手との雇用契約はせず、レースサポートやコミュニケーションツールとしての活動を目指す。ロゴマークは那須ブラーゼンより承諾を得て承継。監督として、那須ブラーゼンOBでもある雨澤毅明が就任。

## 歴史
- 2012年
  - 10月 前田幸雄が、那須ブラーゼン設立[6]。栃木県内では宇都宮ブリッツェンに次いで2番目となる地域密着型プロサイクルロードレースチームである[7]。
- 2013年
  - 中田真琴を監督とし、清水良行（主将）、大場重幸、眞坂哲平、小坂光、若杉厚仁、雨澤毅明が加入し、Jプロツアーに参戦[7]。
- 2014年
  - 4月 運営および活動方針の相違により、初代社長の前田が取締役辞任し代表権のない会長に就任。
  - NHKにて当チームがモデルとなったドラマ「ライドライドライド」が放送された[2]。
- 2015年
  - UCIコンチネンタルチームに登録される[8]。
- 2016年
  - 6月1日 若杉厚仁がNASPO社長に就任。前社長の薄井泰則は退任。清水良行監督は取締役兼任[9]。
- 2019年
  - 那須ブラーゼンのサテライトチームとして那須ハイランドパークを運営する藤和那須リゾートと共同で、JBCFエリートツアーカテゴリー競技チームの那須ハイランドパークレーシングチームを発足させた。[10]
- 2020年
  - 8月1日 那須高原りんどう湖ファミリー牧場運営の那須興業（同年5月に日本駐車場開発グループ入り）とスポンサー契約を締結。那須ハイランドパークレーシングチームを那須ハイｰりんどう湖レーシングチームに改称[11]。
- 2021年
  - JBCF-Jプロツアーカテゴリーから外れ、新たに発足されるジャパンサイクルリーグ（JCL）に参戦[12]。
  - 8月18日 バンクリーグ2021宇都宮ステージで優勝[13]
  - 10月31日 JCL第8線 湧水の郷しおやクリテリウム 金子大介が優勝し、チームとしても2017年のJプロツアー以来4年ぶり、JCLでは初勝利[14]。

- 2023年
  - JCLのレース出場は、さいたま那須サンブレイブに統合
  - 10月31日、今シーズンをもって退団する選手（西尾勇人、桂慶浩、佐藤大志、新開隆人）を公表[15]。
- 2024年
  - 2月、さいたま那須サンブレイブの共同運営を解消[4]。
  - 3月、事業停止[4]。

## チーム陣容

### 2023年陣容
- 運営会社代表 若杉厚仁

さいたま那須サンブレイブ那須エリア所属選手
|      | 氏名     |                   | 生年月日               | 前年所属チーム             | 備考             |
| ---- | -------- | ----------------- | ---------------------- | -------------------------- | ---------------- |
| GM   | 鈴木卓史 | SUZUKI Takashi    | ????年??月??日         | さいたまディレーブ（監督） |                  |
| 監督 | 鈴木真理 | SUZUKI Shinri     | 1975年12月25日（49歳） | 那須ブラーゼン（コーチ）   |                  |
| 選手 | 吉岡直哉 | YOSHIOKA Naoya    | 1991年12月23日（33歳） | Team UKYO SAGAMIHARA       |                  |
| 選手 | 西尾勇人 | NISHIO Hayato     | 1994年1月9日（31歳）   | 那須ブラーゼン             |                  |
| 選手 | 佐藤大志 | SATO Hiroshii     | 1999年12月9日（25歳）  | 那須ブラーゼン             |                  |
| 選手 | 新開隆人 | SHINKAI Ryuji     | 2000年7月14日（24歳）  | 那須ブラーゼン             |                  |
| 選手 | 篠原輝利 | SHINOHARA Kiri    | 2003年4月3日（22歳）   | AVENTURA                   |                  |
| 選手 | 桂慶浩   | KATSURA Yoshihiro | 1995年11月7日（29歳）  | さいたまディレーブ         | マネージャー兼任 |

### 2022年までの陣容
那須ブラーゼン(UCIコンチネンタルチーム・JCL登録競技チーム)
- ゼネラルマネージャー - 岩井航太 (2018年から)競技チーム監督の役割も務める
- メカニック - 樋口峻明 (2020年から)

|      | 氏名       |                  | 生年月日               | 所属期間  | 備考 |
| ---- | ---------- | ---------------- | ---------------------- | --------- | ---- |
| 選手 | 西尾勇人   | NISHIO Hayato    | 1994年1月9日（31歳）   | 2016-2023 |      |
| 選手 | 柴田雅之   | SHIBATA Masayuki | 1994年11月3日（30歳）  | 2017-2021 |      |
| 選手 | 西尾憲人   | NISHIO Keito     | 1995年7月6日（29歳）   | 2019-2022 |      |
| 選手 | 佐藤宇志   | SATO Takashi     | 1999年12月9日（25歳）  | 2020-2021 |      |
| 選手 | 佐藤大志   | SATO Hiroshii    | 1999年12月9日（25歳）  | 2020-2023 |      |
| 選手 | 新開隆人   | SHINKAI Ryuji    | 2000年7月14日（24歳）  | 2020-2023 |      |
| 選手 | 竹村拓     | TAKEMURA Taku    | 1997年9月27日（27歳）  | 2020-2022 |      |
| 選手 | 谷順成     | TANI Junsei      | 1994年8月4日（30歳）   | 2020-2022 |      |
| 選手 | 渡邊翔太郎 | WATANABE Shotaro | 1994年8月29日（30歳）  | 2020-2021 |      |
| 選手 | 金子大介   | KANEKO Daisuke   | 1991年11月13日（33歳） | 2021-2022 |      |
| 選手 | 島野翔汰   | SHIMANO Shota    | 2000年9月4日（24歳）   | 2021-     |      |

### 那須ブラーゼンの過去の所属選手
| 選手名     | 所属期間  | 移籍先等 |
| ---------- | --------- | --- |
| 小野寺慶   | 2019-2020 | 外腸骨動脈の線維化症のため現役引退                                                                                            |
| 下島将輝   | 2016-2020 | 現役引退 |
| 飯野智行   | 2019      | 群馬グリフィン・レーシングチームへ                                                                                            |
| 中村魁斗   | 2019      | 宇都宮ブリッツェンへ |
| 樋口峻明   | 2018-2019 | 那須ブラーゼンの運営スタッフに                                                                                                |
| 岸崇仁     | 2017-2018 | リオモ・ベルマーレ・レーシングチームへ                                                                                        |
| 椎貝竜哉   | 2018      | SBC Vertex Racing Teamへ |
| 吉田悠人   | 2018      | 現役引退 |
| 永吉篤弥   | 2018      | 現役引退 |
| 新城銀二   | 2016-2017 | EQADSへ |
| 吉岡直哉   | 2015-2017 | TeamUKYOへ |
| 岩井航太   | 2015-2016 | 那須ブラーゼンの運営スタッフに                                                                                                |
| 小坂光     | 2013-2016 | ロードレース選手として那須ブラーゼンに所属していた 那須ブラーゼン所属期間を含めシクロクロス選手として宇都宮ブリッツェンに所属 |
| 高木三千成 | 2016      | 東京ヴェントスへ |
| 水野恭兵   | 2016      | インタープロサイクリングアカデミーへ                                                                                          |
| 雨澤毅明   | 2013-2015 | 宇都宮ブリッツェンへ |
| 新城雄大   | 2014-2015 | EQADSへ |
| 小野寺玲   | 2014-2015 | 宇都宮ブリッツェンへ |
| 佐野淳哉   | 2014-2015 | マトリックス・パワータグへ |
| 鈴木龍     | 2015      | ブリヂストン・アンカー・サイクリングチームへ                                                                                  |
| 清水良行   | 2013-2014 | 2014年は監督兼選手、2015年から2017年は監督専任                                                                                |
| 鈴木近成   | 2014      | 現役引退 |
| 普久原奨   | 2014      | 群馬グリフィン・レーシングチームへ                                                                                            |
| 大場重幸   | 2013      | |
| 眞坂哲平   | 2013      | ロヂャースレーシングチームへ                                                                                                  |
| 若杉厚仁   | 2013      | 那須ブラーゼンの運営スタッフに                                                                                                |

### 過去の監督
| 監督名   | 所属期間  | 備考                                   |
| -------- | --------- | -------------------------------------- |
| 清水良行 | 2014-2017 | 2014年は選手兼監督2015年からは監督専任 |
| 中田真琴 | 2013      |                                        |